# Pardwa mszarna

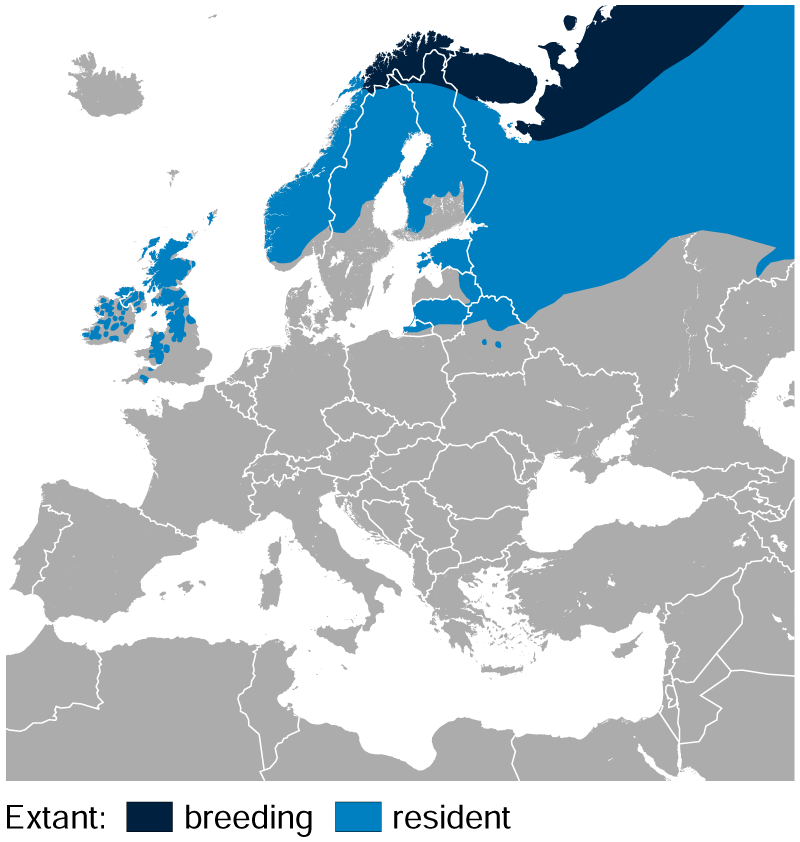
Występowanie w Europie.

Pardwa mszarna, pardwa (Lagopus lagopus) – gatunek średniej wielkości ptaka z rodziny kurowatych (Phasianidae).

## Systematyka
Systematyka tego gatunku jest zagmatwana, głównie ze względu na skomplikowany proces pierzenia. Wiele podgatunków jest ze sobą łączonych i to w różny sposób przez różnych autorów. Międzynarodowy Komitet Ornitologiczny (IOC) wyróżnia 16 podgatunków L. lagopus:
- L. lagopus scotica (Latham, 1787) – pardwa szkocka[5] – Wielka Brytania, Irlandia.
- L. lagopus variegata Salomonsen, 1936 – wysepki u wybrzeży zachodniej Norwegii.
- L. lagopus lagopus (Linnaeus, 1758) – pardwa mszarna[5] – Skandynawia, północna Rosja.
- L. lagopus rossica Serebrovski, 1926 – kraje bałtyckie do centralnej Rosji.
- L. lagopus koreni Thayer & Bangs, 1914 – Syberia do Kamczatki.
- L. lagopus maior T. Lorenz, 1904 – północny Kazachstan, południowo-zachodnia Syberia.
- L. lagopus brevirostris Hesse, 1912 – wschodni Kazachstan do południowo-środkowej Syberii i zachodniej Mongolii.
- L. lagopus kozlowae Portenko, 1931 – północna Mongolia, południowa Syberia.
- L. lagopus sserebrowsky Domaniewski, 1933 – północno-wschodnia Mongolia do południowo-wschodniej Syberii oraz północno-wschodnie Chiny.
- L. lagopus okadai Momiyama, 1928 – Sachalin.
- L. lagopus alascensis Swarth, 1926 – Alaska.
- L. lagopus alexandrae Grinnell, 1909 – Aleuty, Kodiak, wyspy południowej i południowo-wschodniej Alaski, północno-zachodnia Kolumbia Brytyjska.
- L. lagopus leucoptera Taverner, 1932 – północna część Kanady i jej arktyczne wyspy.
- L. lagopus alba (J.F. Gmelin, 1789) – północna Kanada.
- L. lagopus ungavus Riley, 1911 – północno-wschodnia Kanada.
- L. lagopus alleni Stejneger, 1884 – Nowa Fundlandia.

Autorzy Handbook of the Birds of the World wyróżnili dodatkowo trzy podgatunki:
- L. lagopus birulai Serebrovsky, 1926 – Wyspy Nowosyberyjskie
- L. lagopus muriei Gabrielson & Lincoln, 1959 – wschodnie Aleuty, Kodiak. IOC wlicza tę populację do L. lagopus alexandrae.
- L. lagopus kamtschatkensis Momiyama, 1928 – Kamczatka i północne Wyspy Kurylskie.

## Występowanie
Zamieszkuje północną Europę, północną i środkową Azję oraz północną część Ameryki Północnej. Granica występowania wciąż przesuwa się ku północy. Występuje licznie w Skandynawii, gdzie jest ptakiem łownym. Podgatunek pardwa szkocka (L. lagopus scotica, niekiedy uznawana za odrębny gatunek Lagopus scotica) zamieszkuje wrzosowiska i torfowiska Szkocji, północnej Anglii i Irlandii (jest tam licznym ptakiem łownym).
Na terenie Polski w jej dzisiejszych granicach jeszcze w XVI wieku ptak ten być może gniazdował (jest wspomniany w dziele Mateusza Cygańskiego). Później zalatywał tylko wyjątkowo – w XIX wieku stwierdzony był dwukrotnie w północno-wschodniej Polsce. Mógł to być tylko podgatunek L. lagopus rossica. Ponadto dawniej kilkakrotnie podejmowano próby aklimatyzacji, np. w 1901 r. próbowano osiedlić pardwy szkockie nad jeziorem Łebsko. Nadal figuruje w spisie rodzimych gatunków, choć nie jest widywana.

## Charakterystyka

### Cechy gatunku
Obie płci wyglądają podobnie i pierzą się 3 razy w roku. Koguty odróżnia się po większej czerwonej narośli skórnej nad okiem, tzw. róży – fragment nagiej skóry o czerwonym zabarwieniu pokryty brodawkami. Mają mocny dziób, niewielkie skrzydła i krótkie nogi. Pardwa mszarna podobna jest do pardwy górskiej, ale nieco od niej większa. Wydziela się 2 główne podgatunki:
- L. lagopus lagopus – nad okiem czerwona róża, która jest wyraźniejsza u samca. Skrzydła białe, skrajne sterówki czarne. Zimą biała (nie ma czarnego paska ocznego tak jak pardwa górska), natomiast wiosną głowa i szyja szarobrunatna, boki ciała rude, a spód biały. Latem cała (poza białymi skrzydłami i ogonem) ruda w różnych odcieniach, samce są kasztanowobrązowe. W okresach przejściowych upierzenie pośrednie. Ma gęsto opierzony skok i pazury, dlatego też nogi z nitkowatymi piórami przypominają małe łapy ssaka. Ułatwiają one ptakom poruszanie się po śniegu.

Dzwoniący głos samca, jaki można usłyszeć, przypomina ludzki śmiech.

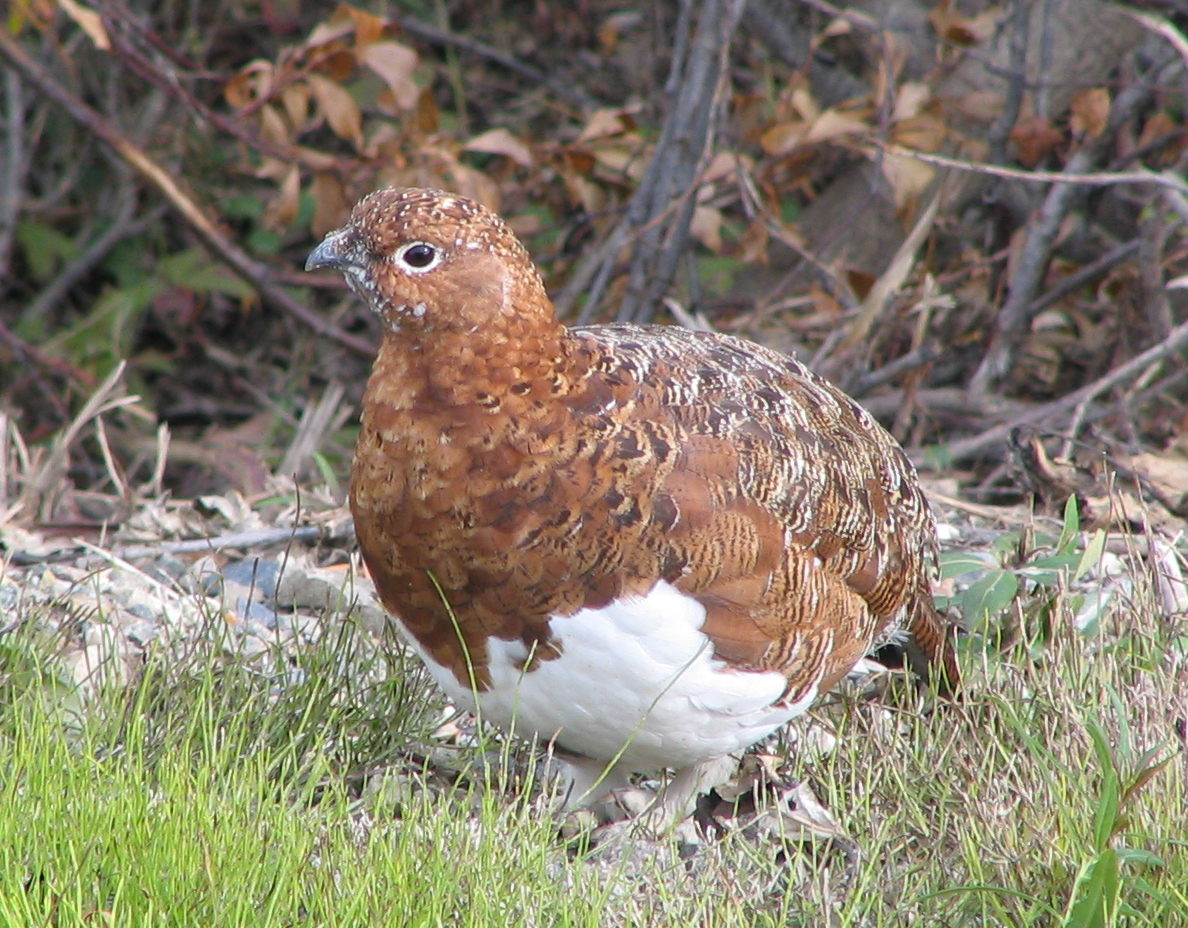
Młody samiec pardwy w letnim upierzeniu, Alaska

- Pardwa szkocka (L. lagopus scoticus) – od pardwy mszarnej różni się ciemniejszym ubarwieniem latem i rdzawymi skrzydłami. Nie przybiera białej szaty zimowej.

### Wymiary średnie
- Długość ciała ok. 40–41 cm
- Rozpiętość skrzydeł 60–65 cm
- Masa ciała ok. 600 g

## Biotop
Tundra, lasotundra, wrzosowiska o niskiej roślinności i pojedynczych krzewach oraz mszary. Są to zatem nieleśne siedliska powyżej granicy lasu w górach lub otwarte przestrzenie.

## Okres lęgowy

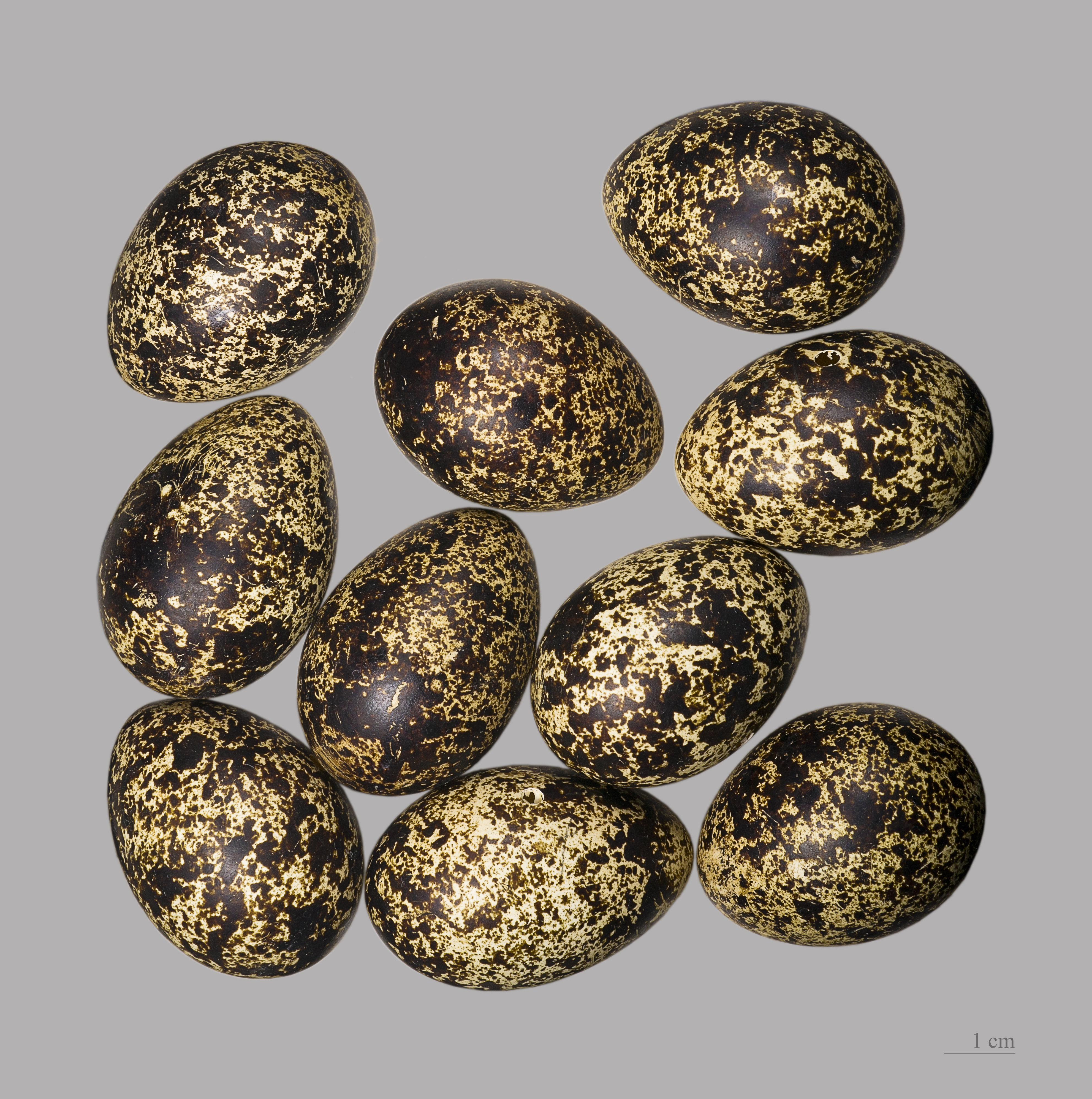
Jaja podgatunku nominatywnego (L. l. lagopus) z kolekcji muzealnej

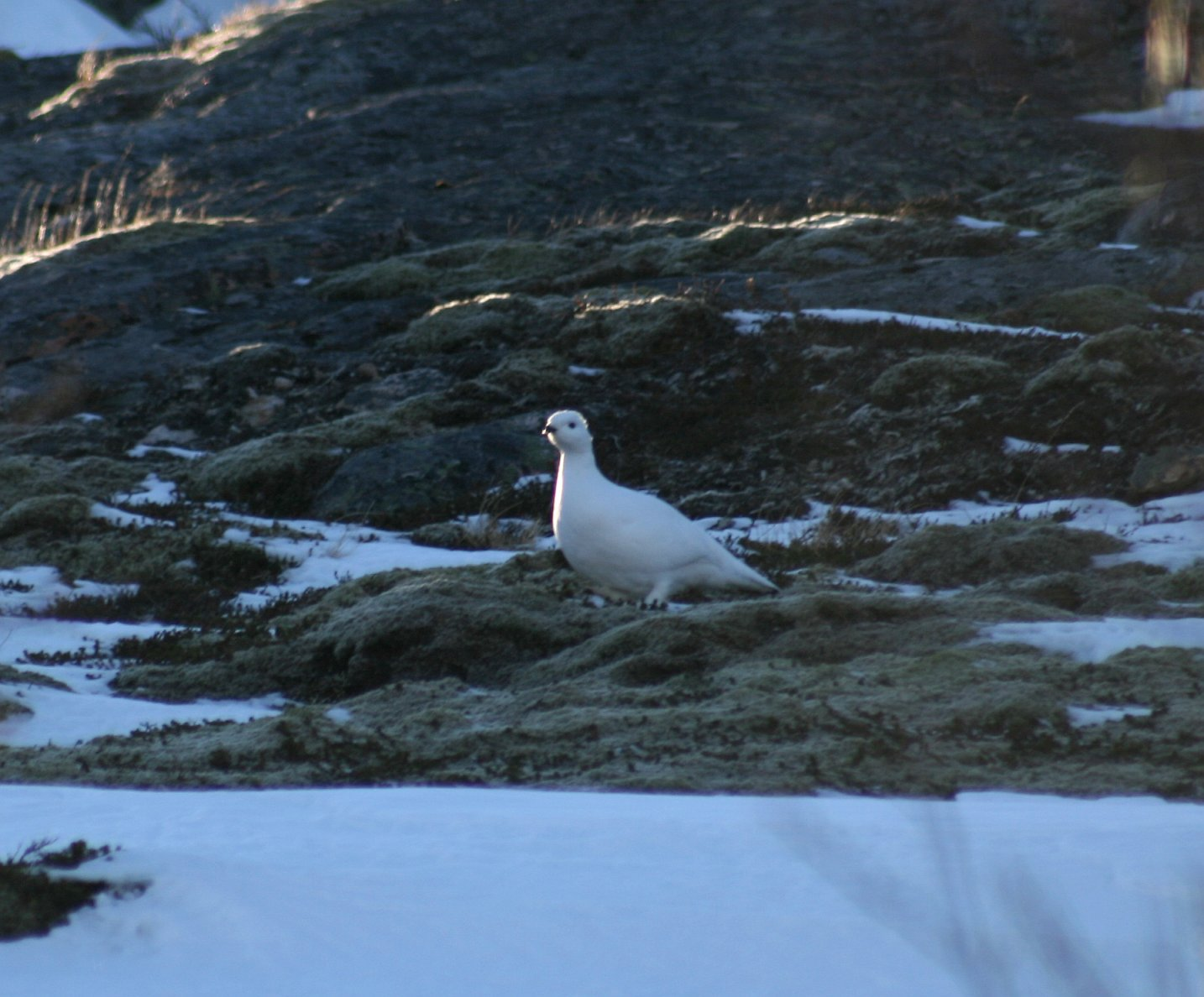
Samica pardwy w upierzeniu zimowym, Norwegia

### Gniazdo
Lęg zakładany w zagłębieniu w ziemi, podobnie jak u pardwy górskiej. Skąpo wyścielają gniazdo częściami roślin. Otoczone jest krzewami lub trawami. Tworzą monogamiczne pary. 

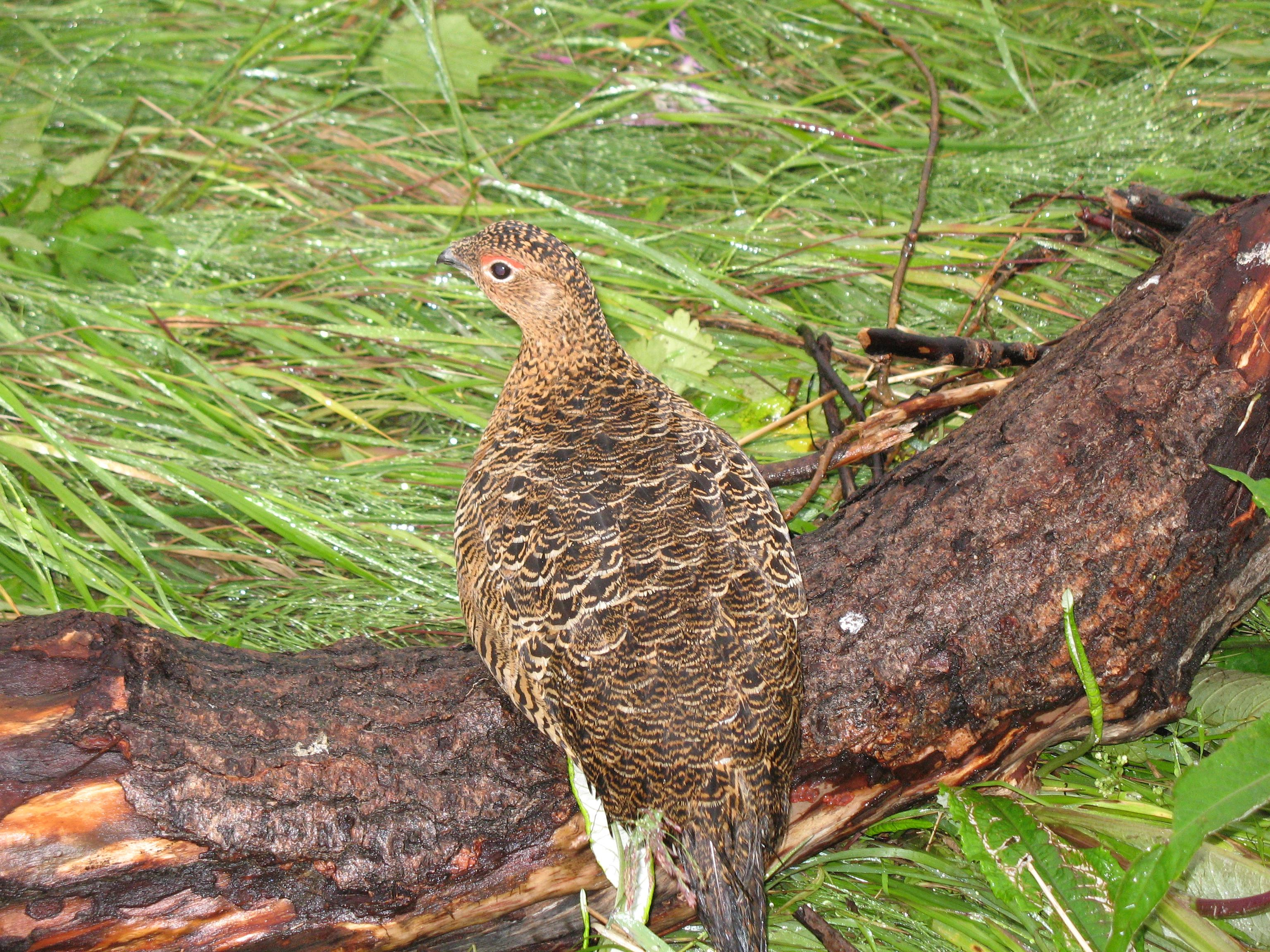
Samica pardwy w upierzeniu letnim, północny Ural

### Jaja
Jeden lęg w roku (w maju lub czerwcu) z 8 do 12 jaj.

### Wysiadywanie
Jaja wysiadywane są przez okres 21 dni przez samicę.

### Pisklęta
Zwykle 6–10 pisklętami opiekują się oboje rodzice. Szybko rosną, tak że już po 1,5 tygodniu zaczynają podlatywać. Młode dojrzewają płciowo w wieku jednego roku.

## Pożywienie
Różne części roślin – pąki, jagody, nasiona, latem (w czasie wychowywania młodych) również bezkręgowce.

## Status i ochrona
Międzynarodowa Unia Ochrony Przyrody (IUCN) uznaje pardwę mszarną za gatunek najmniejszej troski (LC – least concern) nieprzerwanie od 1988 roku. Liczebność światowej populacji szacunkowo mieści się w przedziale 10–30 milionów dorosłych osobników. Trend liczebności populacji jest spadkowy.
W Polsce ptak ten jest objęty ścisłą ochroną gatunkową.